# Honda Ballade
La Honda Ballade è un'autovettura prodotta dalla casa automobilistica giapponese Honda in tre generazioni dal 1980 al 1986. Il nome Ballade è stato riutilizzato nel 2011 per una vettura prodotta in Sudafrica.
La prima serie è stata prodotta da settembre 1980 al settembre 1983; la seconda da settembre 1983 al 1986; la terza dal 2011.

## Storia
Il nome dell'auto deriva dalla parola francese "ballade", che significa ballata. 
Introdotta nel 1980 come versione a quattro porte con un equipaggiamento migliore rispetto alla della Civic, la Ballade fu sviluppata nello stesso periodo in cui venne realizzata la Honda Vigor, che era una Honda Accord con unnimpostazione più lussuosa e costosa. In Giappone, la Ballade è stata venduta esclusivamente presso i concessionari Honda Verno insieme alla Vigor, Prelude, CR-X e Quint. Nel Regno Unito venne lanciata contemporaneamente alla sorella Triumph Acclaim con cui condivideva il telaio e alcune componenti meccaniche.
In Nord America la Ballade fu venduto come Civic Sedan.

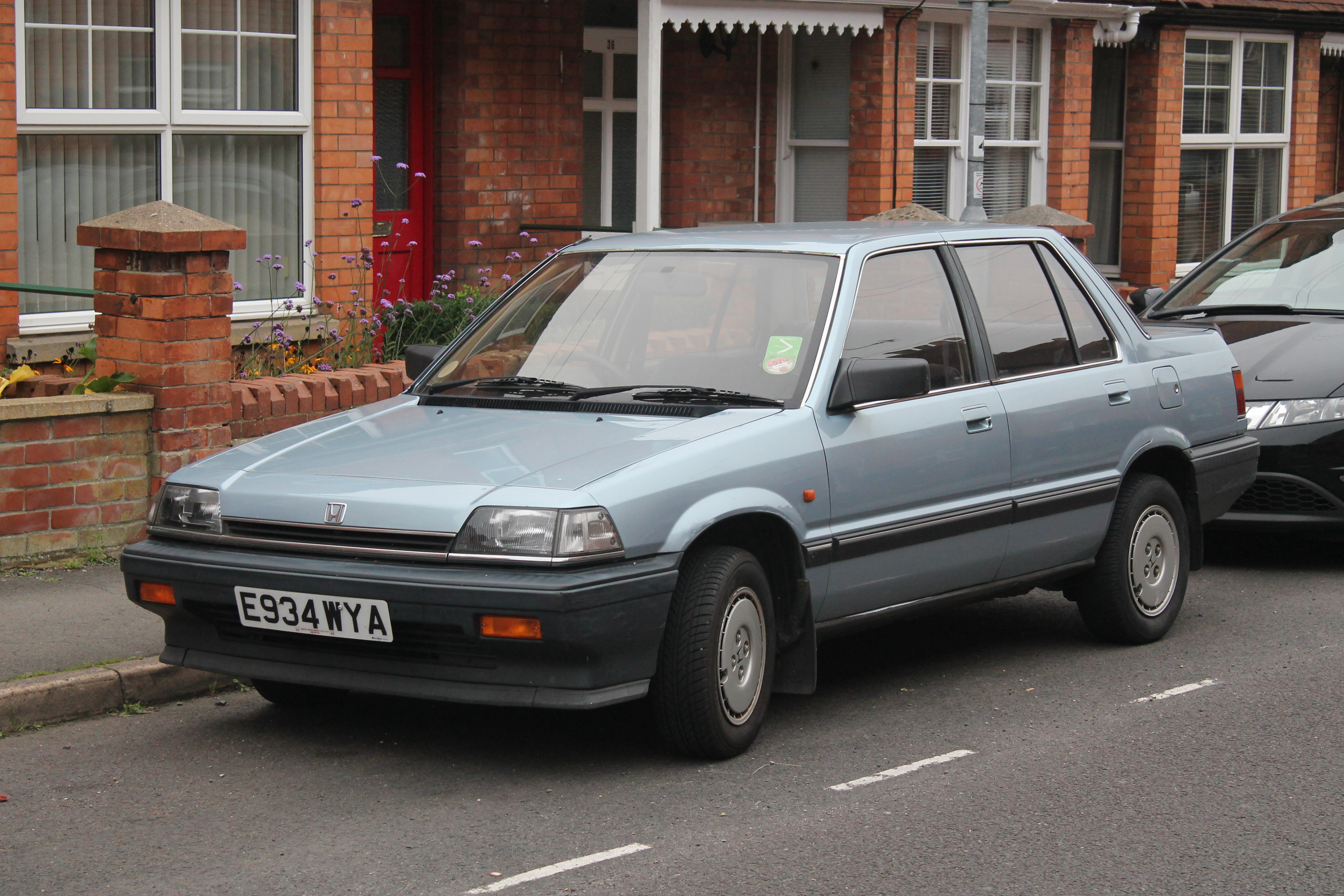
Ballade seconda serie del 1988

Con l'arrivo della seconda serie a fine 1983, la Ballade condivise la maggior parte dei pannelli della carrozzeria con la Civic, ad eccezione del frontale più sportivo, e venne sviluppata in simbiosi con la Rover, dalla cui base realizzò la sorella Rover 200 di prima generazione. Ballade di seconda generazione montava un motore da 1,5 litri aspirato a 12 valvole in alluminio, con iniezione multipoint che sviluppava 100 CV (75 kW), lo stesso motore utilizzato sulla prima generazione della Civic CRX. Era disponibile anche lo stesso motore da 1,5 litri ma a carburatore da 85 CV (63 kW). 
La Ballade in Giappone fu sostituita nel settembre 1987 dalla Honda Concerto 
In Sud Africa, il nome Ballade è stato ripreso nel 2011.